# Pi Chacán

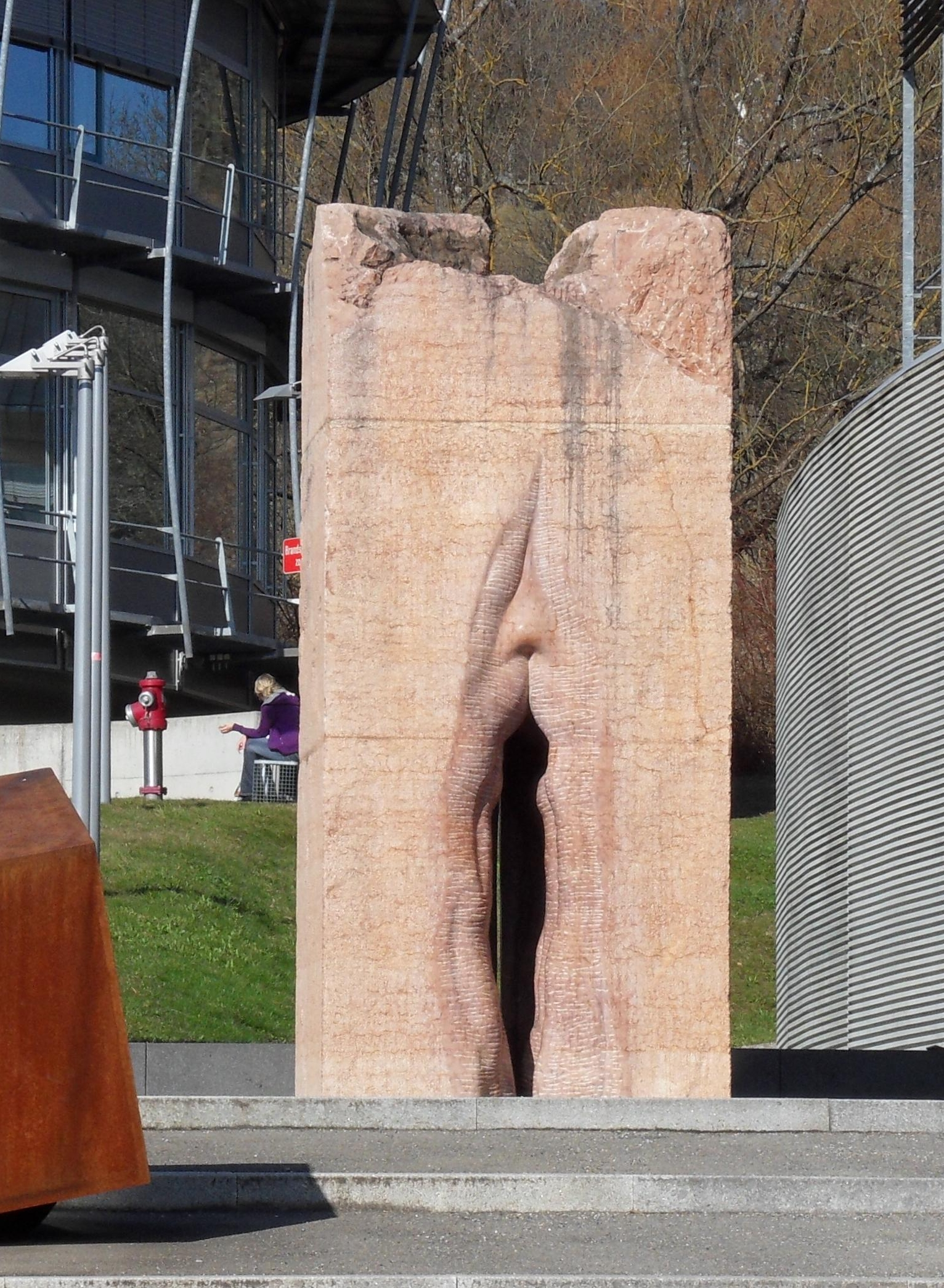
Skulptur Pi Chacán

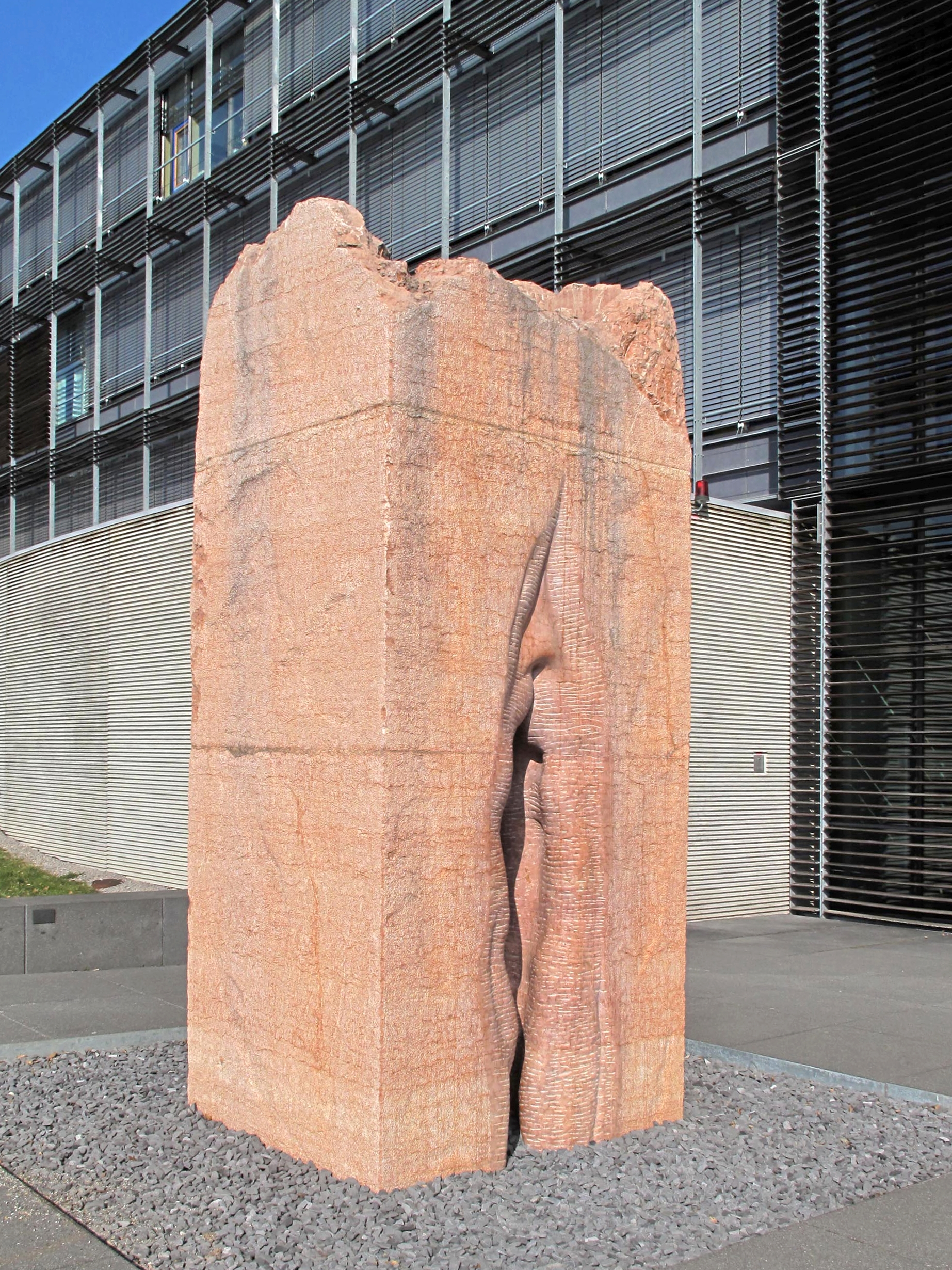
Skulptur Pi Chacán, seitliche Ansicht

Pi Chacán ist eine von dem peruanischen Künstler Fernando de la Jara geschaffene Skulptur aus rotem Veroneser Marmor. 

## Beschreibung
Die auch „Steinerne Vulva“ genannte Skulptur steht seit 2001 auf dem Tübinger Schnarrenberg vor dem Institut für Mikrobiologie und Virologie des Universitätsklinikums Tübingen. Sie wurde aus einem 32 Tonnen schweren Block gehauen und ist 4,20 × 1,70 × 1,70 Meter groß. 
In die Rückseite der Skulptur ist ein schmaler Schlitz eingearbeitet, der Licht in das Innere fallen lässt. Das einer menschlichen Vulva nachempfundene Kunstwerk ist vom Künstler „als Tor zur Welt“ gedacht. Er taufte die Skulptur auf den Namen „Pi Chacán“. Chacán bedeutet in Quechua, einer indigenen Sprache Perus, unter anderem „Liebe machen“.

## Zwischenfall
Am 20. Juni 2014 kletterte ein Austauschstudent aus den Vereinigten Staaten in den Hohlraum der Skulptur und blieb mit den Beinen stecken. Passanten konnten ihm nicht helfen und riefen die Feuerwehr. Die Rettung sei schnell gelungen, und zwar „händisch ohne Geräteeinsatz“, berichteten die Rettungskräfte. Der Kletterer blieb unverletzt, und auch die Skulptur nahm keinen Schaden. Das Ereignis erregte sogar internationales Aufsehen.
Oberbürgermeister Boris Palmer sagte, „auch unter Berücksichtigung maximaler Adoleszenzphantasien“ könne er sich den Unfallhergang nicht vorstellen, und „für eine solche Glanzleistung 22 Feuerwehrleute einsetzen zu müssen, verursacht geradezu seelische Qualen.“